# ポンチャートレイン湖
ポンチャートレイン湖、ポンチャートレーン湖 (Lake Pontchartrain) は、ルイジアナ州南東部に位置する汽水湖。塩水の湖としては、米国ではユタ州のグレートソルト湖に次いで2番目の面積をもつ。面積は1,630平方キロメートル、平均水深は約4メートルである。一部は航路を確保するために浚渫（しゅんせつ）によってより深く掘られている。形は楕円形で、東西に64キロメートル、南北に39キロメートルの幅を持つ。
湖の南岸は、ニューオーリンズとその郊外の都市、メテリー、ケナーに接しており、また北岸はコビントンと接する。北東部はスライデルに接している。
西にはモールパ湖があり、パス・マンチャックでポンチャートレイン湖と繋がっている。また、リゴレッツ海峡とシェフメントゥー海峡で、メキシコ湾に開けたラグーンであるボーン湖に繋がっている。

## 名前の由来
ルイ14世時代のフランスの海運大臣であり財務大臣であったポンシャルトラン伯ルイ・フェリポー (Louis Phélypeaux, comte de Pontchartrain) に由来している。